# 11 Uhr 20
11 Uhr 20 ist ein im Jahr 1969 entstandener ZDF-Krimi-Dreiteiler, dessen erster Teil am 8. Januar 1970 ausgestrahlt wurde. Der Dreiteiler gilt als Straßenfeger.
Die einzelnen Teile haben eine Länge von etwa je 60 Minuten.
Nach Der Tod läuft hinterher und Babeck ist 11 Uhr 20 der dritte ZDF-Krimi-Dreiteiler in Farbe. Die Handlung basiert auf dem Drehbuch von Herbert Reinecker, der unter anderem auch durch Edgar-Wallace-Filme, sowie Krimiserien wie Der Kommissar oder Derrick bekannt wurde. Die Verfilmung wurde unter Regie von Wolfgang Becker durch Helmut Ringelmann produziert.

## Handlung
Das Ehepaar Thomas und Maria Wassem trifft sich nach längerer Trennung zu einem Türkei-Urlaub, um sich dort mit seiner zu Scheitern drohenden Beziehung auseinanderzusetzen. Doch plötzlich finden beide nach einem Stadtbummel in ihrem Leihwagen einem Opel Admiral die Leiche eines Mannes. Der Tote trägt einen Ausweis mit dem Namen Dr. Arnold Vogt bei sich.
Um unangenehmen Auseinandersetzungen mit der Polizei aus dem Wege zu gehen, beschließen beide, die Leiche am Bosporus zu verstecken. Während Thomas Wassem zu Fuß ein geeignetes Versteck sucht, stürzt der Admiral zusammen mit seiner Frau die Klippen hinunter ins Meer. Der im Auto auf der Rückbank untergebrachte Tote ist überraschend verschwunden. Maria Wassem überlebt das Unglück nicht.
Da die Polizei Thomas Wassem des Mordes verdächtigt, beschließt dieser eigene Ermittlungen anzustellen und flüchtet vor der Polizei. Seine Spur führt ihn in ein Hotel. Dort trifft er auf Muller, der ebenso wie der Hotelportier umgehend abreisen will. Als Thomas Wassem dies dem Barbesitzer Carlsson und dessen Mitarbeiter berichtet, erschießt Carlsson plötzlich und unerwartet seinen Mitarbeiter und drückt Thomas Wassem die Waffe in die Hand. Die Verfolgung von Muller und Carlsson führt Wassem schließlich zu dem Finanzier Minotti, dem durch Muller geologische Pläne angeboten werden.
Nach der plötzlichen Abreise Minottis erfährt Thomas Wassem in seinem Hotel von einem für ihn bestimmten Anruf durch Dr. Arnold Vogt. Wassem verfolgt seine Spur weiter in Tunis, denn von dort ging der Anruf Dr. Vogts ein. Hier kann er schließlich Muller ergreifen, mit dem zusammen er dann Dr. Arnold Vogt aufsucht. Dieser behauptet, dass Muller der Mörder von Maria Wassem sei. Aufgrund dieser Tatsache flüchtet Muller zunächst, verabredet sich jedoch später telefonisch mit Wassem, um ihm den wahren Mörder seiner Frau in der Kasbah mitzuteilen. Doch so weit kommt es nicht, Wassem kann Muller dort nur noch tot auffinden.
Schließlich kann Thomas Wassem durch ein Gespräch mit Andrea Minotti den wahren Täter überführen.

## Besonderheiten
11 Uhr 20 war die dritte ZDF-Kriminaltrilogie, die mit einer Sehbeteiligung von über 70 % zum sogenannten Straßenfeger wurde.
Neben den ersten beiden Trilogien Der Tod läuft hinterher und Babeck wurde also auch 11 Uhr 20 zum Medienereignis.
Das ZDF produzierte die Trilogie, um damit unter anderem Konkurrenz zu den erfolgreichen Durbridge-Verfilmungen der ARD, wie Das Halstuch, Tim Frazer oder Melissa zu schaffen. Im Jahr 1969 entstand ebenso die Produktion des ZDF-Fernsehfilms Hotel Royal, bei dessen Produktion erneut ein Großteil des Stabs und der Schauspieler tätig waren.
Auffällig ist, dass die zuvor in der ARD gedrehten Durbridge-Verfilmungen in England spielen. Bei den ZDF-Produktionen wechseln hingegen die Standorte. Fand die Handlung von Der Tod läuft hinterher noch in England und Frankreich statt, verschob sich der Ort des Geschehens bei Babeck bereits auf Deutschland und Italien. 11 Uhr 20 spielt schließlich in der Türkei und Tunesien.
Alle drei Reinecker-Trilogien weisen entscheidende Parallelen auf. So führen diese den jeweiligen Ermittler (Fuchsberger bzw. Lohner) über eine Reihe verketteter Handlungsstränge in ein überraschendes, aber auch für den Ermittler nachdenkliches oder gar sinnloses Ende. Dabei tauchen immer wieder ähnliche Charaktere auf, so z. B. Gerd Baltus in Der Tod läuft hinterher zu Siegfried Lowitz in Babeck, oder auch Friedrich Joloff in seinen drei Rollen.
Drehbuchautor Herbert Reinecker schrieb den Dreiteiler unter dem gleichen Namen auch als Roman, der 1971 im Goldmann Verlag unter der Nummer 4102 erschien.
Aus der Filmmusik des Komponisten Peter Thomas wurden das Titelthema, der Titel Minotti on the run und der Song Black Power mit Donna Summer auf der CD Moonflowers & Mini-Skirts (1998, Marina Recordings MA 39) veröffentlicht. Die CD enthält auch den in Babeck verwendeten Song Vergiß mich, wenn du kannst, interpretiert von Senta Berger.

## Kritiken
Die Krimihomepage urteilt: „Ein Topthriller, der von Anfang an fesselt. Die Betonung liegt auf Anfang, denn der dritte Teil zieht sich extrem und hätte leicht gekürzt werden können. Die Besetzung ist […] hervorragend und es macht Spaß, diesen hervorragenden Schauspielern zuzusehen. Solide Regiearbeit von Wolfgang Becker.“